# 氯化锌
氯化锌是氯和锌的化合物，化學式為ZnCl2。它是无色或白色固體，有极强的水溶性和吸湿性，甚至会潮解，应在干燥处密封储存，避免与空气中的水蒸气接触。
在纺织加工、焊接、化学合成等方面，氯化锌有着广泛应用。

## 结构和物性
氯化锌是一种离子化合物，有多晶型性，目前已发现四种晶体结构。但纯氯化锌只能形成δ型（六方密堆积），即在晶体中，每个锌离子被4个氯离子成正四面体状包围。 将它熔融后再冷却可以得到玻璃状的物质。
氯化锌还显示出共价化合物的特性，如熔点低(275 °C)、易溶于乙醚等溶剂形成形如ZnCl2L2（其中L代表溶剂分子）的加合物。氯化锌的浓水溶液（质量分数高于64%）有能够溶解淀粉、丝和纤维素的特殊性质，所以不能使用普通的滤纸来进行过滤。它属于路易斯酸，强度中等，稀水溶液的pH值在4左右，6 mol/L的浓水溶液pH=1。 当含水的氯化锌被加热时，会水解成氯氧化物。
氯化锌已知4种结晶水合物，以及至少一种碱式盐如ZnOHCl。 从氯化锌水溶液中可以析出它的结晶水合物ZnCl2(H2O)n，以n=4为最主要的成分，其他的形态n值分别为1、1.5、2.5、3。 水合的氯化锌加热后可得到ZnOHCl。
在水溶液中，无水、水合等各种晶体形态的氯化锌均完全解离出Zn2+，以便制备其他锌盐。比如制备碳酸锌：
ZnCl2(aq)  +  Na2CO3(aq)  →  ZnCO3(s)  +  2 NaCl(aq)
由于各种氯化锌及其他卤化锌、硫酸锌在水中一样能完全解离，因而这些物质在制备其他锌盐中与ZnCl2是等效的。

## 制备与提纯
无水氯化锌能够通过锌和氯化氢反应来制造。
Zn + 2 HCl(g) → ZnCl2(s) + H2↑(g)
水合的氯化锌也能通过浓盐酸与锌反应得到，又可以使用氧化锌或硫化锌。
ZnS(s) + 2 HCl(aq) → ZnCl2(aq) + H2S↑(l)
平时所能购买到的氯化锌通常含有水和主要的水解产物。一般通过以下步骤来提纯：将100g的氯化锌加入800mL的二恶烷中加热，进行分馏。趁热进行过滤，除去锌粉，冷却后氯化锌变为白色沉淀。而无水的氯化锌则可以先在氯化氢气流中加热升华，然后在干燥的氮气流中加热到400°C。也可以将样品通过二氯亚砜处理。

## 用途

### 纺织加工方面
由于氯化锌与丝绸、纤维素等材料的亲和性，它可用作衣料的防火物质，也可用在织物气味洁净剂中。

### 焊接方面
氯化锌可以攻击金属氧化物（MO）生成MZnOCl2，这就是它作为金属焊剂的原理。ZnCl2溶解掉金属表面的致密氧化层，使金属裸露出来。 将锌箔片溶解在稀盐酸中，直至不再产生氢气，即得此种焊剂，因此它得名焊酸。由于其腐蚀性，如果工作后的残余物不能清理干净，就不能用焊酸作为焊剂，如焊电子元件时。
利用这一原理，ZnCl2还可以用于制造牙充填所用的氧化镁水泥，某些品牌的漱口水也用它作活性成分。

### 化学合成方面
在化学合成中，氯化锌作为一种中强路易斯酸，用途广泛。它可以做费舍尔吲哚环合反应(A)的催化剂， 也可以催化活化芳香环上的傅-克酰基化反应(B)。
制备染料荧光黄的经典方法，就是用氯化锌催化的傅-克酰基化反应，原料是邻苯二甲酸酐和雷索辛。 其中无水和水合的氯化锌皆能催化。
ZnCl2和盐酸组成的试剂叫卢卡斯试剂(Lucas reagent)，用于伯醇和仲醇醇羟基的氯代，反应温度130 °C。试剂中ZnCl2的加入提高了氯化氢的反应效率。对伯醇的反应一般通过SN2机理，而对仲醇则是SN1。
ZnCl2可以活化一些卤原子的取代。如烯烃等弱亲核试剂对苯甲基卤、烯丙基卤上的取代（见下图）、NaBH3CN对苯甲基卤、烯丙基卤、叔卤原子的选择性还原。
ZnCl2是合成许多有机锌试剂的起始物。这些有机锌试剂，一般通过有机锂试剂或格林尼亚试剂的金属交换反应制备，用于偶联等反应，如与芳基卤、乙烯基卤进行的根岸偶联。
ZnCl2与碱金属烯醇盐生成的锌烯醇盐可以在羟醛缩合时控制手性。如下图，由于锌的存在，形成了螯合环，体积较大的苯环倾向于占据“平伏”的位置，即“反式”构型，产物中“反式”（threo）与“順式”（erythro）比例为5:1。相比之下，反应机理中没有螯合环时，“順式”“反式”产物的比例为1:1。

## 安全事项
有腐蚀性和刺激性。操作时戴好防护眼镜、手套，注意避免与无水氯化锌接触，这一类无水金属卤化物水解时都会放热。细节参见表中MSDS链接。